# Skerbersdorf

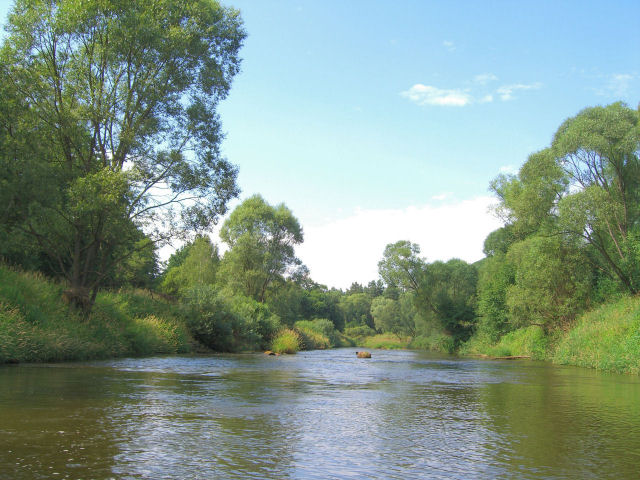
Die Neiße bei Skerbersdorf

Skerbersdorf, obersorbisch Skarbišecyⓘ, ist eine Ortschaft im nordöstlichen Teil des Landkreises Görlitz (Sachsen). Seit 1994 gehört Skerbersdorf zur Gemeinde Krauschwitz. Es zählt zum offiziellen sorbischen Siedlungsgebiet in Sachsen.

## Geographie
Skerbersdorf liegt linksseits der Lausitzer Neiße und wird von der dem Fluss folgenden Staatsstraße 127 von Bad Muskau nach Görlitz und dem Oder-Neiße-Radweg auf der Etappe zwischen den Krauschwitzer Ortsteilen Pechern und Sagar durchquert. Dorfteile sind die Ausbauten und der Bienengarten.

## Geschichte
Archäologische Funde belegen, dass das Gebiet Skerbersdorfs bereits in der Bronzezeit besiedelt war. Die Ortsgründung erfolgt wahrscheinlich während der Besiedlung der Lausitz durch slawische Stämme. Darauf deutet zumindest die Form des Ortes als platzartig erweiterter Rundweiler hin.
Eine erste urkundliche Erwähnung findet Skerbersdorf im Jahr 1366 in einem Dokument des Herzogs Bolko II. von Schweidnitz-Jauer. Zu dieser Zeit bilden Land- und Forstwirtschaft die Haupteinkünfte der Bewohner.
Im Jahr 1770 wird eine Landschule in Skerbersdorf eröffnet, in die auch Kinder aus Sagar kommen. Sie ist eine der ersten Landschulen der Standesherrschaft.
Nach den verlorenen napoleonischen Kriegen an Frankreichs Seite muss Sachsen Teile der Oberlausitz 1815 an Preußen abtreten. Dadurch wird Skerbersdorf in der Folge dem Landkreis Rothenburg (Ob. Laus.) zugeordnet.
Das an der gegenüberliegenden Neißeseite liegende Wendisch Musta brennt im Februar 1945 nieder. Ein Teil seiner Bewohner siedelt in Skerbersdorf. Nach dem Kriegsende werden die westlich der Neiße liegenden Teile der Provinz Niederschlesien dem Land Sachsen zugeordnet, wodurch eine 130 Jahre währende preußische Phase in der Ortsgeschichte abgeschlossen wird.
Am 1. Januar 1994 schließen sich die an der Neiße liegenden Gemeinden Krauschwitz, Sagar, Skerbersdorf, Pechern und Klein Priebus zur Einheitsgemeinde Krauschwitz zusammen.

### Bevölkerungsentwicklung
| Jahr | Einwohner |
| ---- | --------- |
| 1825 | 200       |
| 1871 | 272       |
| 1885 | 310       |
| 1905 | 310       |
| 1910 | 330       |
| 1925 | 352       |
| 1933 | 342       |
| 1939 | 366       |
| 1946 | 481       |
| 1950 | 535       |
| 1964 | 451       |
| 1990 | 301       |
| 1993 | 288       |

Aus dem Jahr 1552 sind für Skerbersdorf neun besessene Mann, ein Gärtner und vier Häusler überliefert. 225 Jahre später gibt es im Ort zwar zahlenmäßig mehr Wirtschaften, jedoch hat sich die soziale Struktur zum Kleinbauerntum hin verschlechtert. Es sind 16 Gärtner und 8 Häusler für das Jahr 1777 überliefert; besessene Mann fehlen gänzlich.
Zwischen 1825 und 1925 wächst die Einwohnerzahl um 76 % von 200 auf 352. Weder der Erste noch der Zweite Weltkrieg führen zu längerwährenden Einschnitten im Wachstum, erst ab 1950 ist ein Rückgang feststellbar. In den folgenden 50 Jahren fällt die Einwohnerzahl von 535 auf unter 300 und erreicht damit einen Stand, wie er zuletzt in der zweiten Hälfte des 19. Jahrhunderts notiert wurde.
Als Arnošt Muka in den 1880ern eine Statistik über die Sorben in der Lausitz aufstellt, zählt er in Skerbersdorf 209 Sorben und 27 Deutsche. Dies entspricht einem sorbischen Bevölkerungsanteil von 89 Prozent. Anzumerken ist, dass seine Gesamtzahl von 236 (1884) ungewöhnlich stark von der Volkszählung (310 Einwohner im Dezember 1885) abweicht. Es ist daher anzunehmen, dass er nur den Kernort ohne Ausbauten berücksichtigte.

### Ortsname
Der sorbische Name Skarbišecy bedeutet „Dorf des Skarbis“ oder „Dorf des Skerbiš’“ vom altslawischen skarbu = „Schatz“. 1936 erfolgt im Zuge der Germanisierung sorbischstämmiger Ortsnamen durch die Nationalsozialisten eine Umbenennung Skerbersdorfs in „Schönlinden“. Die Rückbenennung erfolgte 1947.

## Sehenswürdigkeiten
- das Neißetal
- die Überreste der Oberlausitz-Schanze im Bienengarten[4]
- alte Schrotholzhäuser
- Eiche mit einem Brusthöhenumfang von 6,65 m (2016).[5]
- das ehrenamtlich betriebene Freizeitzentrum mit Freibad[6]